# Vissalsa
Vissalsa (łac. Vissalsensis) – stolica historycznej diecezji w Cesarstwie rzymskim, w prowincji Mauretania Cezarejska. Współcześnie w północnej Algierii. Obecnie katolickie biskupstwo tytularne. W latach 1989–1992 biskupem tytularnym Vissalsy był Alojzy Orszulik SAC, jako biskup pomocniczy siedlecki.

## Biskupi tytularni
| Lp. | Biskup                 | Funkcja                                     | Od                   | Do                   |
| --- | ---------------------- | ------------------------------------------- | -------------------- | -------------------- |
| 1   | Frank Henry Greteman   | biskup pomocniczy Sioux City (USA)          | 14 kwietnia 1965     | 15 października 1970 |
| 2   | Antonino Catarella     | emerytowany biskup Piazza Armerina (Włochy) | 29 października 1970 | 8 stycznia 1971      |
| 3   | Angelo Cella MSC       | biskup pomocniczy Palermo (Włochy)          | 26 lipca 1975        | 6 czerwca 1981       |
| 4   | Adrian Thomas Smith SM | biskup pomocniczy Honiara (Wyspy Salomona)  | 19 lutego 1983       | 3 grudnia 1984       |
| 5   | Alojzy Orszulik SAC    | biskup pomocniczy siedlecki                 | 8 września 1989      | 25 marca 1992        |
| 6   | Bernard Bober          | biskup pomocniczy Koszyc (Słowacja)         | 28 grudnia 1992      | 4 czerwca 2010       |
| 7   | Neal Buckon            | biskup pomocniczy ordynariatu polowego USA  | 3 stycznia 2011      |                      |